# Ipomoea ampullacea
 Ipomoea ampullacea es una especie  fanerógama de la familia Convolvulaceae.

## Clasificación y descripción de la especie
Planta voluble (trepadora), grande, tuberosa, perenne; tallos ramificados, retrorsamente híspidos; lámina foliar ovada o trilobada, de (6)8 a 15 cm de largo por 5 a 8(11) cm de ancho, ápice agudo, cuspidado, base cordada, pubescente en ambas superficies; inflorescencia con 1 a 3 flores; sépalos subiguales, largamente ovados, a veces más o menos espatulados, de 2.2 a 3.2 cm de largo, más o menos acuminados, herbáceos, finamente tomentosos; corola subinfundibuliforme, con el limbo abriéndose abruptamente, blanca, con tintes verdosos en el exterior de la base y en los entrepliegues, de 5 a 6 cm de largo, entrepliegues y base pubescentes.

## Distribución de la especie
Esta especie en endémica de México. Se distribuye en la Sierra Madre del Sur, en la vertiente del Pacífico, en los estados de Sinaloa, Jalisco, Colima, Michoacán, México y Guerrero.

## Ambiente terrestre
Se desarrolla en altitudes de 150 a 1350 m s.n.m., en vegetación de bosque tropical caducifolio y subcaducifolio. Florece entre diciembre y febrero.

## Estado de conservación
No se encuentra bajo ningún estatus de protección.